# Tatjana Bokan
Tatjana Bokan est une joueuse monténégrine de volley-ball née le 9 avril 1988 à Bar (Monténégro). Elle mesure 1,85 m et joue au poste de réceptionneuse-attaquante.

## Clubs
| Club                   | De        | À         |
| ---------------------- | --------- | --------- |
| VK Luka Bar            | 2002-2003 | 2005-2006 |
| VK Spartak Subotica    | 2006-2007 | 2009-2010 |
| Volley Soverato        | 2010-2011 | 2010-2011 |
| ASPTT Mulhouse         | 2011-2012 | 2012-2013 |
| RC Cannes              | 2013-2014 | 2013-2014 |
| ASPTT Mulhouse         | 2014-2015 | 2014-2015 |
| Hisamitsu Springs      | 2015-2016 | 2015-2016 |
| Azerrail Bakou         | 2016-2017 | 2016-2017 |
| Volley Pesaro          | 2017-2018 | 2017-2018 |
| Békéscsabai RSE        | 2018-2019 | 2018-2019 |
| Zhejiang Volleyball    | 2019-2020 | 2019-2020 |
| Chery Tiggo Crossovers | jan 2020  | …         |

## Palmarès
- Championnat de France (1)
  - Vainqueur : 2014
  - Finaliste : 2012
- Coupe de France (1)
  - Vainqueur : 2014
  - Finaliste : 2012
- Championnat AVC des clubs
  - Finaliste : 2015.
- Coupe de l'impératrice
  - Vainqueur : 2015.
- V Première Ligue
  - Vainqueur : 2016.
- Coupe de Hongrie
  - Finaliste : 2019.